# Поверхность Эннепера

кусок поверхности Эннепера

Поверхность Эннепера — определённый тип самопересекающейся минимальной поверхности.
Рассматривалась Альфредом Эннепером в 1864 году.

## Уравнения
- Поверхность Эннепера может быть описана параметрически как
{\displaystyle x=u(1-u^{2}/3+v^{2})/3,}
{\displaystyle y=-v(1-v^{2}/3+u^{2})/3,}
{\displaystyle z=(u^{2}-v^{2})/3.}

- Параметризация Вейерштрасса — Эннепера задаётся {\displaystyle f(z)=1} и {\displaystyle g(z)=z}.

- Является множеством  нулей многочлена степени 9:

{\displaystyle 64z^{9}-128z^{7}+64z^{5}-702x^{2}y^{2}z^{3}-18x^{2}y^{2}z+144(y^{2}z^{6}-x^{2}z^{6})+}
{\displaystyle {}+162(y^{4}z^{2}-x^{4}z^{2})+27(y^{6}-x^{6})+9(x^{4}z+y^{4}z)+48(x^{2}z^{3}+y^{2}z^{3})-}
{\displaystyle {}-432(x^{2}z^{5}+y^{2}z^{5})+81(x^{4}y^{2}-x^{2}y^{4})+240(y^{2}z^{4}-x^{2}z^{4})-135(x^{4}z^{3}+y^{4}z^{3})=0.}

## Свойства
- Касательная плоскость в точке с заданными параметрами {\displaystyle (u,v)} в форме {\displaystyle a+bx+cy+dz=0}:
{\displaystyle a=-(u^{2}-v^{2})(1+u^{2}/3+v^{2}/3),}
{\displaystyle b=6u,}
{\displaystyle c=6v,}
{\displaystyle d=-3(1-u^{2}-v^{2}).}
  - Коэффициенты удовлетворяют уравнению 6-й степени
{\displaystyle 162a^{2}b^{2}c^{2}+6b^{2}c^{2}d^{2}-4(b^{6}+c^{6})+54(ab^{4}d-ac^{4}d)+81(a^{2}b^{4}+a^{2}c^{4})+}
{\displaystyle {}+4(b^{4}c^{2}+b^{2}c^{4})-3(b^{4}d^{2}+c^{4}d^{2})+36(ab^{2}d^{3}-ac^{2}d^{3})=0.}
- Якобиан {\displaystyle J}, гауссова кривизна {\displaystyle K} и средняя кривизна {\displaystyle H}:

{\displaystyle J=(1+u^{2}+v^{2})^{4}/81,}
{\displaystyle K=-(4/9)/J,}
{\displaystyle H=0.}
- Полная кривизна равна {\displaystyle -4\pi }.
  - Полная минимальная поверхность в {\displaystyle \mathbb {R} ^{3}} с полной кривизной {\displaystyle -4\pi } является либо катеноидом, либо поверхностью Эннепера.

## Вариации и обобщения
Допускает обобщение с симметриями вращения более высокого порядка с помощью параметризации Вейерштрасса — Эннепера {\displaystyle f(z)=1,g(z)=z^{k}} для целого числа {\displaystyle k>1}.

## Внешние ссылки
- Hazewinkel, Michiel, ed. (2001), Enneper surface, Encyclopedia of Mathematics, Springer, ISBN 978-1-55608-010-4
- Enneper's Surface
- The Generalized Enneper's Surfaces // The Scientific Graphics Project